# Bruno Kahl
Bruno Kahl (23 de novembro de 1914 - 27 de fevereiro de 1999) foi um oficial alemão que serviu no Deutsches Heer durante a Segunda Guerra Mundial. Foi condecorado com a Cruz de Cavaleiro da Cruz de Ferro com Folhas de Carvalho.

## Condecorações
| Cruz de Ferro (1939) 2ª Classe                                   | 21 de julho de 1941    |
| Cruz de Ferro (1939) 1ª Classe                                   | 31 de outubro de 1941  |
| Medalha dos Sudetos                                              |                        |
| Distintivo de Feridos (1939) em Preto                            |                        |
| Distintivo de Feridos (1939) em Prata                            |                        |
| Distintivo de Feridos (1939) em Ouro                             |                        |
| Medalha da Frente Oriental                                       |                        |
| Distintivo Panzer                                                |                        |
| Distintivo Geral de Assalto                                      |                        |
| Cruz Germânica em Ouro                                           | 20 de setembro de 1942 |
| Cruz de Cavaleiro da Cruz de Ferro                               | 8 de fevereiro de 1943 |
| Cruz de Cavaleiro da Cruz de Ferro com Folhas de Carvalho nº 270 | 8 de agosto de 1943    |